# Szergej Vlagyimirovics Kosztarev
Szergej Vlagyimirovics Kosztarev (oroszul: Сергей Владимирович Костарев) (?, 1966. március 25. –) szovjetként világbajnok, az Egyesített Csapat színeiben olimpiai bronzérmes orosz párbajtőrvívó.